# Dichocrocis catalalis
Dichocrocis catalalis là một loài bướm đêm trong họ Crambidae.